# Józef Henryk Hłasko
Józef Henryk Hłasko (ur. 25 maja 1863 w Wieluniu, zm. 25 października 1922 w Warszawie) – polski strażak.

## Życiorys
Urodził się w 1863 w rodzinie Mikołaja Trojana Hłasko i Wiktorii z domu Czaplickiej, starej szlachty witebskiej herbu Leliwa w Wieluniu. Rodzina przeniosła się do Warszawy i szkolne nauki zaczął pobierać w warszawskim gimnazjum. W siódmej klasie został wyrzucony i nauki dokończył w szkole wojskowej w Odessie.
W 1895 rozpoczął służbę w Warszawskiej Straży Ogniowej. Dał się poznać jako odważny strażak czym zyskał uznanie kolegów i przełożonych. W 1901 dostał przeniesienie do Oddziału praskiego w stopniu kapitana. W 1907 za odważną akcję ratunkową na rzece Wiśle dostał Złoty Medal za Ratowanie Ginących oraz nakaz zapłaty za uszkodzoną łódź ratunkową.
W 1915 władze carskie opuszczają Warszawę, Józef Hłasko jest zmuszony do wyjazdu razem z rodziną i z ewakuowaną WSO jako komendant wywożonej straży. 
Powrócił do kraju w 1918 i podjął służbę z dniem 1 listopada jako komendant Warszawskiej Straży Ogniowej. Razem z synami brał udział w wojnie polsko-bolszewickiej 1920.
Zmarł w dniu 25 października 1922 i pochowany został na Starych Powązkach (D-2-12).